# Tocame (Cubanito 20.02)
Tocame è il titolo del secondo album discografico del gruppo musicale Cubanito 20.02, pubblicato nel 2006.

## Tracce
1. Soy Yo - Havana Club Radio Mix
2. Miente A Lo Cubano
3. Dámela
4. Tu Te Lo Pierdes
5. Quiero Que Tu Seas Mia
6. Mami
7. Tócame
8. Si Te Vas
9. Quiéreme
10. Por Si Te Vas De Mi
11. Cintura
12. Loco Por Ti
13. Soy Yo - Album version
14. Mensonge(Miente) feat. La MC
15. Soy yo - traccia video PC / MAC